# Le Cheval de Troie (Papyrus)
Pour les articles homonymes, voir Cheval de Troie (homonymie).
Le Cheval de Troie est le 23e album de la série de bande dessinée Papyrus de Lucien De Gieter. L'ouvrage est publié en 2000.

## Synopsis
Papyrus et Théti-Chéri arrivent à Troie, en ruines et occupée par des voleurs cherchant en vain le trésor de Priam. Ils croisent Hécube, transformée en chien, et Astyanax.